# تروکار

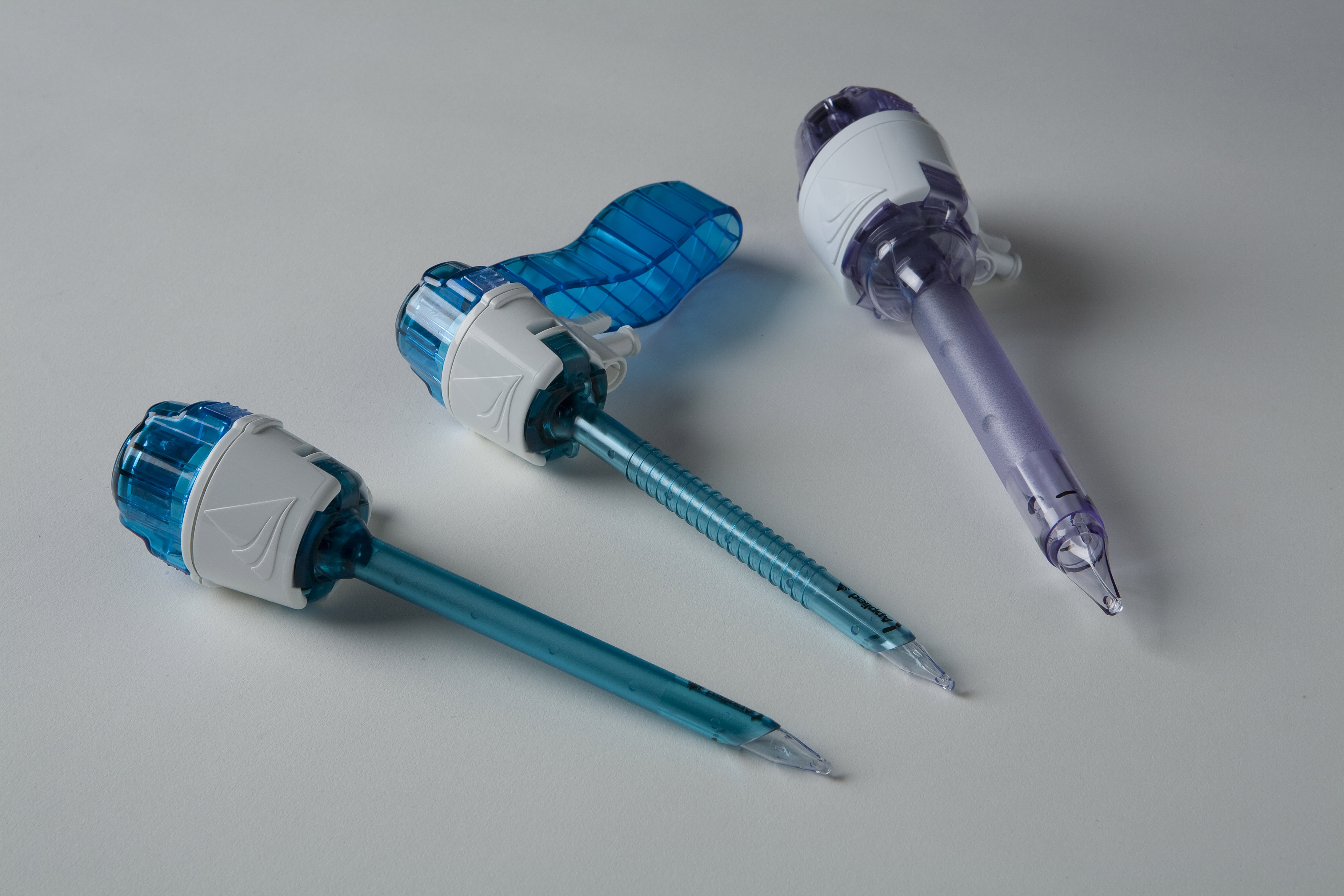
سیستم های تروکار یکبار مصرف متشکل از میله، سیل و کانولا

تروکار(به انگلیسی: Trocar) ابزاری با انتهای تیز است که در پزشکی و جراحی به کار می‌رود. از تروکار برای دست یابی به رگ‌های خونی و حفرات بدن استفاده می‌شود.

یکی از موارد مهم استفاده تروکارها، کاربرد آنها برای جای گذاری پورت‌ها در اعمال جراحی لاپاراسکوپی است.
تروکار در فرایند سرم درمانی در داخل کانولا قرار گرفته و به این عمل کمک می‌کند.